# Schismatoglottis hayana
Schismatoglottis hayana är en kallaväxtart som beskrevs av Josef Bogner och Peter Charles Boyce. Schismatoglottis hayana ingår i släktet Schismatoglottis och familjen kallaväxter. Inga underarter finns listade.